# Sax (Alicante)
Sax (katalanisch Saix) ist eine Kleinstadt und eine südostspanische Gemeinde (municipio) mit 10.172 Einwohnern (Stand: 2024) in der Provinz Alicante der Valencianischen Gemeinschaft. Sie liegt an der Ruta de la Lana, einem mittelalterlichen Handels- und Pilgerweg.

## Lage und Klima
Sax liegt am nur im Winter und Frühjahr sowie nach länger anhaltenden oder starken Regenfällen wasserführenden Río Vinalopó etwa 46 km (Fahrtstrecke) nordwestlich der Provinzhauptstadt Alicante in einer Höhe von etwa 470 m. Die sehenswerte Stadt Elx (spanisch: Elche) befindet sich etwa 43 km südlich. Die Kleinstadt wird überragt von einem imposanten Burgberg (Peña del Castillo).  Das Klima im Winter ist gemäßigt, im Sommer dagegen warm bis heiß; die eher geringen Niederschlagsmengen (ca. 450 mm/Jahr) fallen – mit Ausnahme der nahezu regenlosen Sommermonate – verteilt übers ganze Jahr.

## Bevölkerungsentwicklung
| Jahr      | 1857  | 1900  | 1950  | 2000  | 2019  |
| Einwohner | 2.952 | 4.582 | 4.055 | 8.625 | 9.845 |

Aufgrund der Mechanisierung der Landwirtschaft, der Aufgabe bäuerlicher Kleinbetriebe und des daraus resultierenden Verlusts von Arbeitsplätzen auf dem Lande ist die Einwohnerzahl der Gemeinde seit der Mitte des 20. Jahrhunderts deutlich angestiegen.

## Wirtschaft
Jahrhundertelang lebten die Bewohner des Ortes direkt oder indirekt (als Händler oder Handwerker) von der Landwirtschaft. Der Weinbau spielte im 19. Jahrhundert bis zum Ausbruch der Reblauskrise eine große wirtschaftliche Rolle. Zwischenzeitlich wurde die Landwirtschaft als Lebensgrundlage durch kleine Handwerks-, Industrie- und Dienstleistungsunternehmen abgelöst. Dennoch befinden sich auf dem Gemeindegebiet Oliven- und Mandelbaumplantagen sowie Weinfelder.

## Geschichte
Durch Ausgrabungen am Burgberg ist die Anwesenheit von Menschen in der Bronzezeit belegt; auch ein iberisches Gräberfeld wurde entdeckt. Der Ort ist möglicherweise identisch mit dem von Ptolemäus erwähnten Segisa, das zum Gebiet der iberischen Bastetaner gehörte; jedenfalls wurden bei Ausgrabungen zwei römische Landgüter (villae rusticae) gefunden. Im 8. Jahrhundert kam der Ort unter islamische Herrschaft und blieb es auch während der Eroberung Valencias und seines Umlandes durch El Cid im Jahr 1094. Durch das Eintreffen der von den Almoraviden geführten Berberstämme im Jahre 1102 zögerte sich die Rückeroberung (reconquista) noch ein weiteres Jahrhundert hinaus, bis in den 1230er und 1240er Jahren die Truppen König Jakobs I. von Aragón die Gegend unter ihre Kontrolle brachten, wobei sich die Ritter des Calatrava-Ordens besonders hervortaten. Im Jahr 1480 machten die Katholischen Könige Isabella und Ferdinand das Gebiet zum Besitz der Krone. Im Verlauf des Spanischen Erbfolgekrieges (1701–1714) flüchteten sich Einheiten der auf Seiten der Bourbonen gegen die Habsburger kämpfenden Truppen während der Schlacht bei Almansa (1707) auf den Burgberg von Sax, den sie mit Unterstützung der Bevölkerung mehrere Tage lang verteidigten.

## Sehenswürdigkeiten

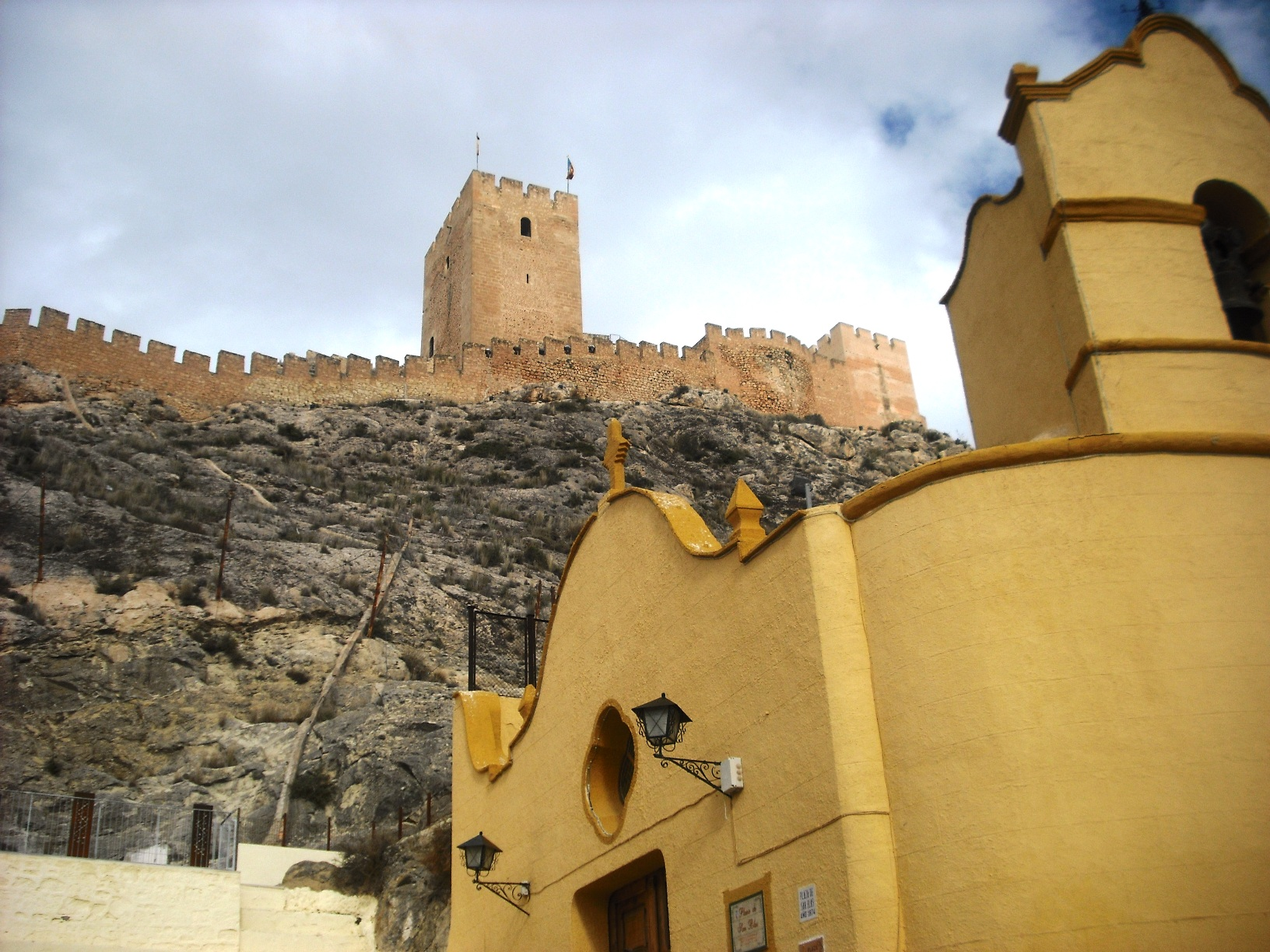
Ermita de San Blas und Castillo

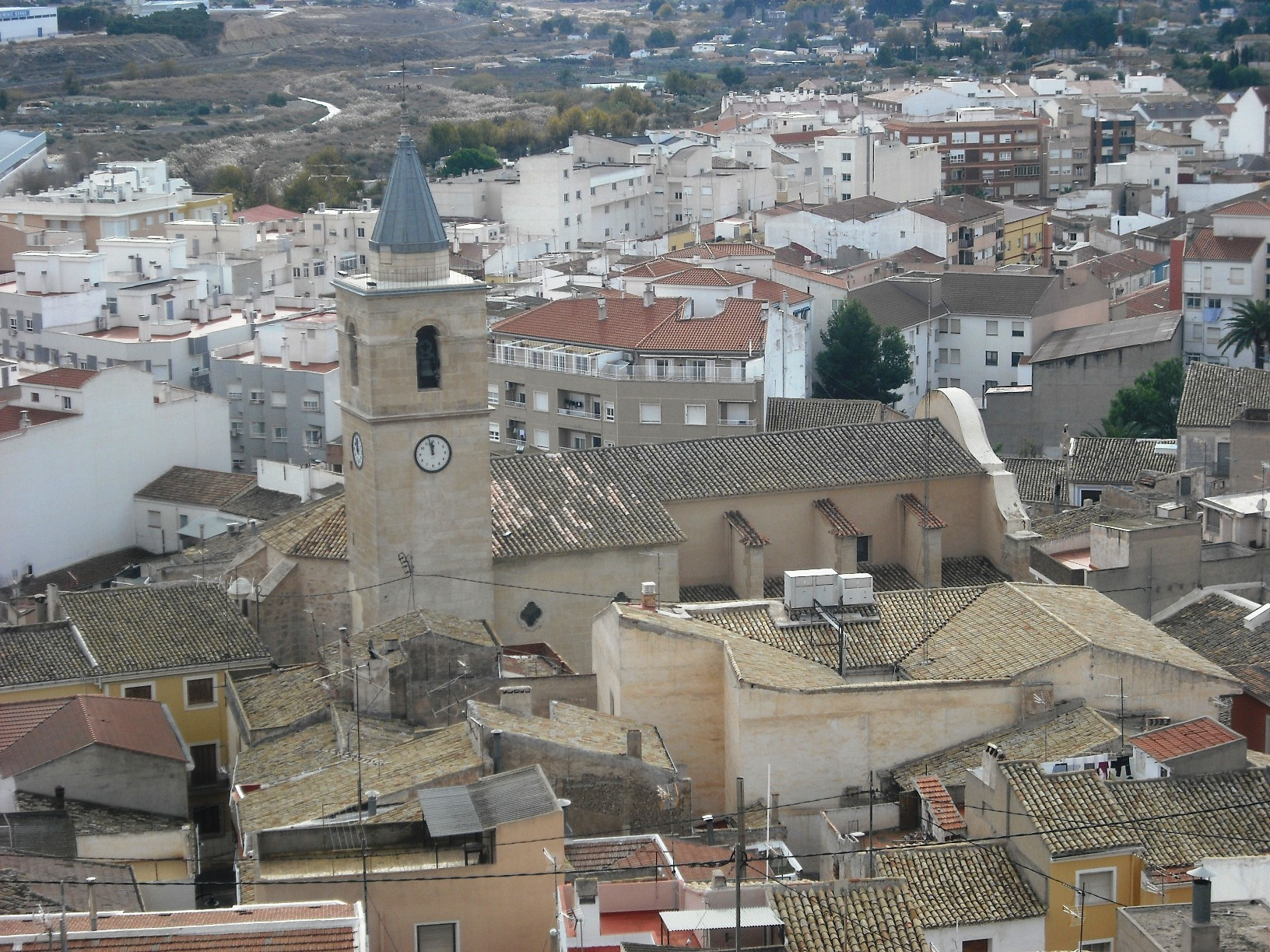
Iglesia de la Asunción

- Bedeutendste Sehenswürdigkeit von Sax ist die spätmittelalterliche Burg (castillo) die auf der Spitze eines Felsen die Silhouette der Stadt dominiert. Von ihr sind noch Teile der Mauern sowie zwei Türme erhalten – der größere der beiden ist der freistehende Bergfried (torre del homenaje) mit seinen bis zu 2 m dicken Mauern; der kleinere wird Torre de Albarrana genannt. Innerhalb der Burgmauern befindet sich eine Zisterne (aljibe), mit deren Hilfe die Wasserversorgung sichergestellt wurde.[3][4]
- Die dem hl. Blasius, dem Schutzpatron der Stadt, geweihte Ermita de San Blas entstand bereits im 13. Jahrhundert auf den rechteckigen Grundmauern einer Moschee. Die Apsis ist wahrscheinlich eine spätere Hinzufügung. Im 17. und 18. Jahrhundert wurde der Bau wiederholt dem jeweiligen Zeitgeschmack angepasst.
- Die im 16. Jahrhundert erbaute einschiffige, aber zur Stabilisierung mit Seitenkapellen versehene Iglesia de Nuestra Señora de la Asunción ist die größte Kirche der Stadt. In ihr vereinigen sich einfaches provinzielles spätgotisches Formengut mit Renaissance- und Barockelementen. Kirchenschiff (nave) und Apsis sind rippengewölbt.
- Eine weitere sogenannte Einsiedlerkirche, die Ermita de la Soledad, befindet sich an der Stelle des ehemaligen Friedhofs, der zu einem innerstädtischen Platz umgestaltet worden ist. Sie birgt eine Figur der Virgen de la Soledad, die bei den Prozessionen der Karwoche (Semana Santa) eine wichtige Rolle spielt.
- Auf der Nordseite des Burgbergs findet sich ein Eiskeller (pozo de nieve), in dem das im Winter von den etwa 15 km weiter östlich gelegenen und über 1000 m hohen Bergen herbeigeholte Schneeeis bis zum Spätsommer aufbewahrt und an zahlungskräftige Interessenten verkauft wurde.[5]

Umgebung
- Im Nordosten des Gemeindegebiets befindet sich eine Parkanlage (La Torre) mit Funden aus römischer und maurischer Zeit. Hier befinden sich auch zwei Bauten des 19. Jahrhunderts – die Ermita de San Pancracio und die Casa de la Torre. Eine Quelle (Fuente del Amparador) sicherte bis in die Mitte des 20. Jahrhunderts die Wasserversorgung von Sax.

## Feste
- Anfang Februar veranstaltet die Stadt zu Ehren von San Blas, dem Schutzpatron der Stadt seit 1627, Umzüge mit als Moros y Cristianos verkleideten Gruppen.
- Eine Woche später, am 12. Februar, wird das Fest der ehemaligen Schutzpatronin, der Heiligen Eulalia gefeiert.

## Söhne und Töchter der Gemeinde
- Pedro Estevan (* 1951), Perkussionist

## Partnergemeinden
- Alagón, Provinz Saragossa